# Nordiska nationalsocialister

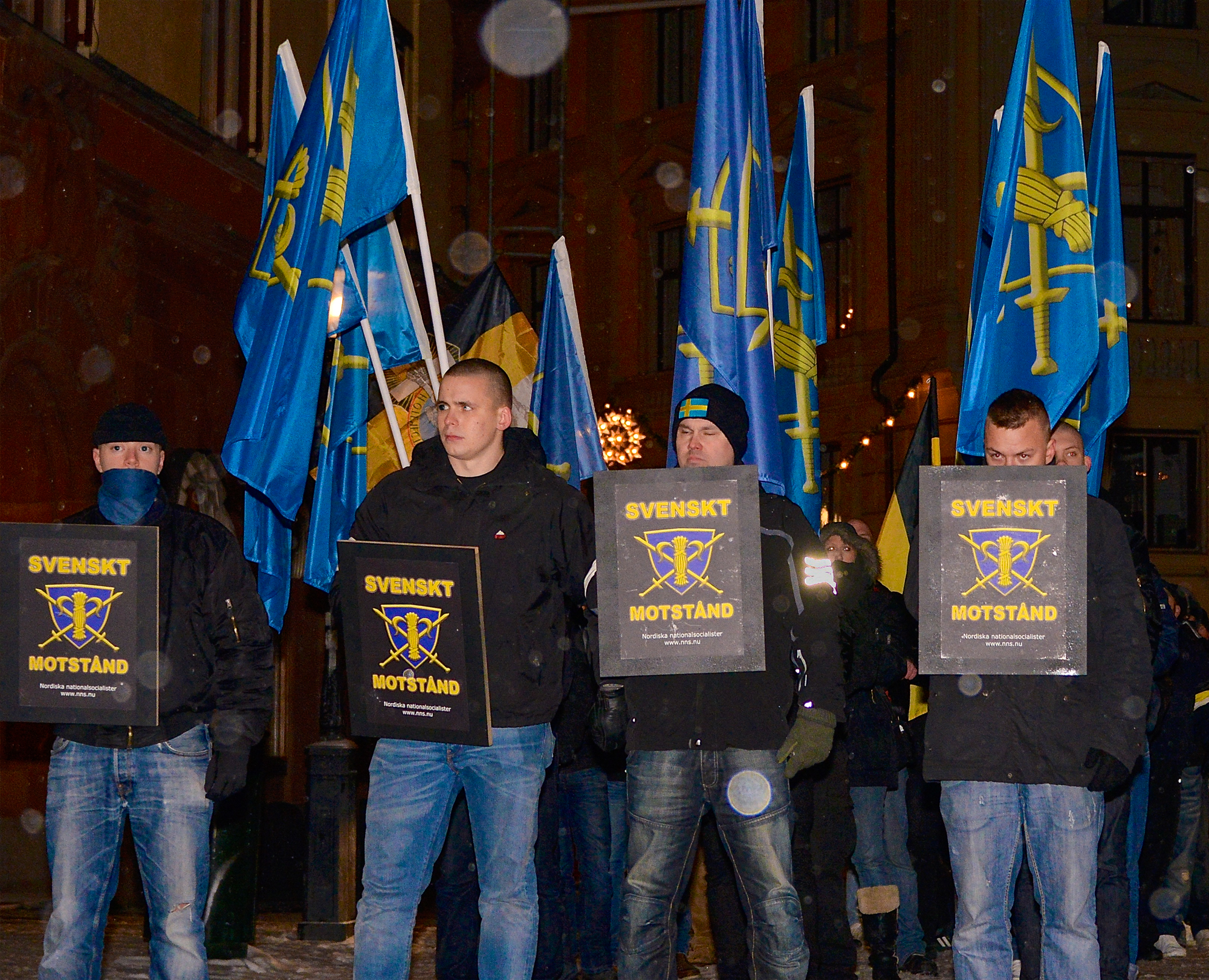
Nordiska nationalsocialister under en demonstration på Mynttorget utanför Stockholms slott den 30 november 2012.

Nordiska nationalsocialister (NNS) var mellan 2009 och 2013 en svensk nynazistisk organisation som ingick i vit makt-rörelsen.

## Historik
Organisationen bildades 2009, som en utbrytning ur Svenskarnas parti och av personer med bakgrund inom partierna Nationalsocialistisk front och Nordiska Rikspartiet.
Nordiska nationalsocialister erhöll stor massmedial uppmärksamhet i Värmland då organisationen klistrade upp nazistiska klistermärken i Årjäng på Adolf Hitlers födelsedag 20 april 2011. De ansvariga polisanmäldes för hets mot folkgrupp och kom under utredning av Justitiekanslern.
I maj 2013 ingick organisationen förbund med Nordiska motståndsrörelsen, ett nynazistiskt nätverk mellan likasinnade organisationer i de nordiska länderna.